# Xenophidion schaeferi
Xenophidion schaeferi är en kräldjursart som upptäcktes och beskrevs av  de tyska zoologerna Günther och Manthey 1995. Xenophidion acanthognathus är en orm som ingår i släktet Xenophidion, och familjen Tropidophiidae. IUCN kategoriserar arten globalt som otillräckligt studerad. Inga underarter finns listade i Catalogue of Life.

## Utbredning och habitat
Xenophidion schaeferi förekommer endemiskt i Malaysia på ön Selangor i närheten av Kuala Lumpur. Arten är känd från ett enda exemplar. Från det enda fyndet har slutsatsen ändå blivit att arten trivs i ursprunglig regnskog.